# Hayley Westenra
Hayley Dee Westenra (Christchurch, 1987. április 10. –) új-zélandi szoprán énekesnő.
Westenra első albumát Walking in the Air címmel csupán tizenkét éves korban adta ki. Az Universal szerződtette, és a nevét viselő első album Új-Zélandon végül háromszoros platina értékesítési szintet ért el. Westenra még ugyanezen vállalatnál készítette el My Gift to You c. karácsonyi albumát.
Westenra első nemzetközi albuma, a Pure, siker volt. Nagy-Britannia klasszikus zenei listáin első helyezést szerzett, és dupla platinává futott be. 2006 augusztusában Westenra vendég énekesként csatlakozott a Celtic Woman együtteshez, velük tartott 2007-es turnéjukon. 2003 óta egyben az UNICEF jószolgálati nagyköveteként is működik. A világ legfiatalabb korban UNICEF követté választott személye.

## Diszkográfia
- Walking in the Air (demó, 2000)
- Hayley Westenra (2001)
- My Gift to You (2001)
- Pure (első nemzetközi albuma, 2003)
- Odyssey (2005)
- Treasure (2007)
- Celtic Treasure (2007)
- Hayley Sings Japanese Songs (2008)
- River of Dreams (2008)
- Winter Magic (Új-Zélandon és Ausztráliában Christmas Magic-ként, 2009)
- Paradiso (nemzetközi album, 2011)
- Hushabye (nemzetközi album, 2013)